# Capleton
Clifton George Bailey III (født 13. april 1967 i Jamaica), bedst kendt som Capleton, er en reggae- og dancehall-musiker. Han kaldes også King Shango, King David og The Prophet.[kilde mangler] Capletons attribut er ild, som han ynder at synge om, hvilket også har givet ham tilnavnet Ildmanden (engelsk: The Fireman).

## Diskografi
- Lotion Man - 1991
- Alms House - 1993
- Good So - 1994
- Prophecy - 1995
- I-Testament - 1997
- One Mission (opsamling) - 1999
- Gold - 2000
- More Fire - 2000
- Still Blazin' - 2002
- Voice of Jamaica, Vol.3 - 2003
- Praises to the King - 2003
- Reign of Fire - 2004
- The People Dem - 2004
- Duppy Man (Sammen med Chase & Status)
- Free Up - 2006
- Hit Wit Da 44 Rounds - 2007
- Rise Them Up - 2007
- Bun Friend - 2008
- Yaniko Roots - 2008
- Jah Youth Elevation - 2008
- Liberation Time (sammen med AZAD) (2009)
- I-Ternal Fire

## Ekstern kilde/henvisning
- Officiel hjemmeside
- Capleton på Allmusic
- Capleton på Discogs
- Capleton på Discogs
- Capleton på MusicBrainz
- Capleton på MusicBrainz
- Capleton på Last.fm
- Capleton på Myspace